# World Opponent Network
World Opponent Network (WON) — игровой онлайн-сервис, созданный Sierra Games для подбора игроков в многопользовательских компьютерных играх. WON использовался в таких играх, как Homeworld, Half-Life, Star Trek: Armada, Soldier of Fortune, Dark Reign 2, Silencer, Attack Retrieve Capture, Arcanum: Of Steamworks and Magick Obscura и в интернет-казино.

## История
Сервис WON был запущен в апреле 1998 года как часть интерактивных сервисов Sierra Games. В январе 1999 года игровые подразделения Cendant Software вместе с Sierra Games были проданы французской компании Havas (дочерняя компания Vivendi), которая продолжила поддержку WON. В марте 2000 года Havas объединила WON.net с Prize Central Net, образовав Flipside.com. Однако независимые игры, такие как Half-Life от Valve Software продолжили использовать оригинальный WON.
В 2001 году компания Valve выкупила WON у Flipside.com и начала разрабатывать на основе технологий WON собственный сервис цифровой дистрибуции Steam. Следующие несколько лет, пока развивался и тестировался Steam, WON продолжал использоваться в классических играх Valve. 31 июля 2004 года был закрыт последний сервер WON. Все онлайн-игры Valve были переведены на систему Steam.
После отключения WON некоторые игроки продолжили использовать модифицированные версии игр Half-Life и Counter-Strike для подключения к бесплатному сервису WON2, копии WON. Он позволял использовать оригинальные браузеры игр для подключения к серверам Half-Life с поддержкой модов, включая Counter-Strike 1.5 и 1.6. В период наибольшей активности (с 2005 по 2010 год) в WON2 функционировало свыше 1000 серверов, обслуживавших от 5000 до 10000 игроков, что делало WON2 крупнейшей неофициальной сетью для многопользовательских игр в мире. По состоянию на 2023 год, сеть WON2 по-прежнему функционирует, привлекая игроков классических игр на базе Half-Life.